# 매니지먼트 봄날
매니지먼트 봄날(management springday)은 대한민국의 연예기획사로서 2012년 6월 21일 설립되었다. 출범 당시 사명은 네임벨류스타즈였고, 2016년 6월 휴업하였다. 휴업후 배우로는 박지일, 김윤경, 박명훈, 진서연, 장동주, 이문식, 표예진, 전혜빈 등 담당이사로 재직 후 2019년 11월 1일 재개업 하였다. 사명은 2022년 6월 21일 정정하였다. 

## 소속 연예인

### 여성
- 윤예희
- 윤다인
- 정다정
- 유태건
- 허지희